# Rozsdafoltos kígyógomba
A rozsdafoltos kígyógomba (Mycena zephirus) a kígyógombafélék családjába tartozó, Európában elterjedt, lombos- és fenyőerdőkben élő, nem ehető gombafaj. 

## Megjelenése
A rozsdafoltos kígyógomba kalapja 2-5 cm széles, fiatalon harang alakú, majd széles kúposan, idősen laposan kiterül, a közepén megmaradhat a púp. Színe fiatalon húsbarnás, majd kifakul, piszkosfehéres, halvány hússzínű lesz, jellegzetes rozsdafoltokkal. Közepe sötétebb lehet. Felszíne sima. Széle - különösen idősen - sugarasan bordás.
Húsa vékony, fehéres. Íze és szaga gyengén retekszerű.
Némileg ritkás lemezei felkanyarodók, a tönkhöz épphogy hozzánőttek; villásan elágazóak is lehetnek. Színük piszkosfehéres, később rozsdafoltos.
Tönkje 3-7 cm magas és 0,2-0,5 cm vastag. Alakja karcsú, hengeres vagy oldalról benyomott, belül üreges, törékeny. Színe halványszürkés, idősen vörösesbarnás. Felülete végig fehéren deres.
Spórapora fehér. Spórája hengeres vagy megnyúlt gyümölcsmagszerű, sima, amiloid, mérete 8,5-12,2 x 4-5 µm.

### Hasonló fajok
A rózsáslemezű kígyógomba, retekszagú kígyógomba vagy más kígyógomba-fajok hasonlítanak hozzá.   

## Elterjedése és termőhelye
Európában honos. Magyarországon helyenként nem ritka. 
Lomb- és fenyőerdőben, leginkább kéttűs fenyők alatt található meg, esetenként nagyobb csoportokban. Szeptembertől novemberig terem. 

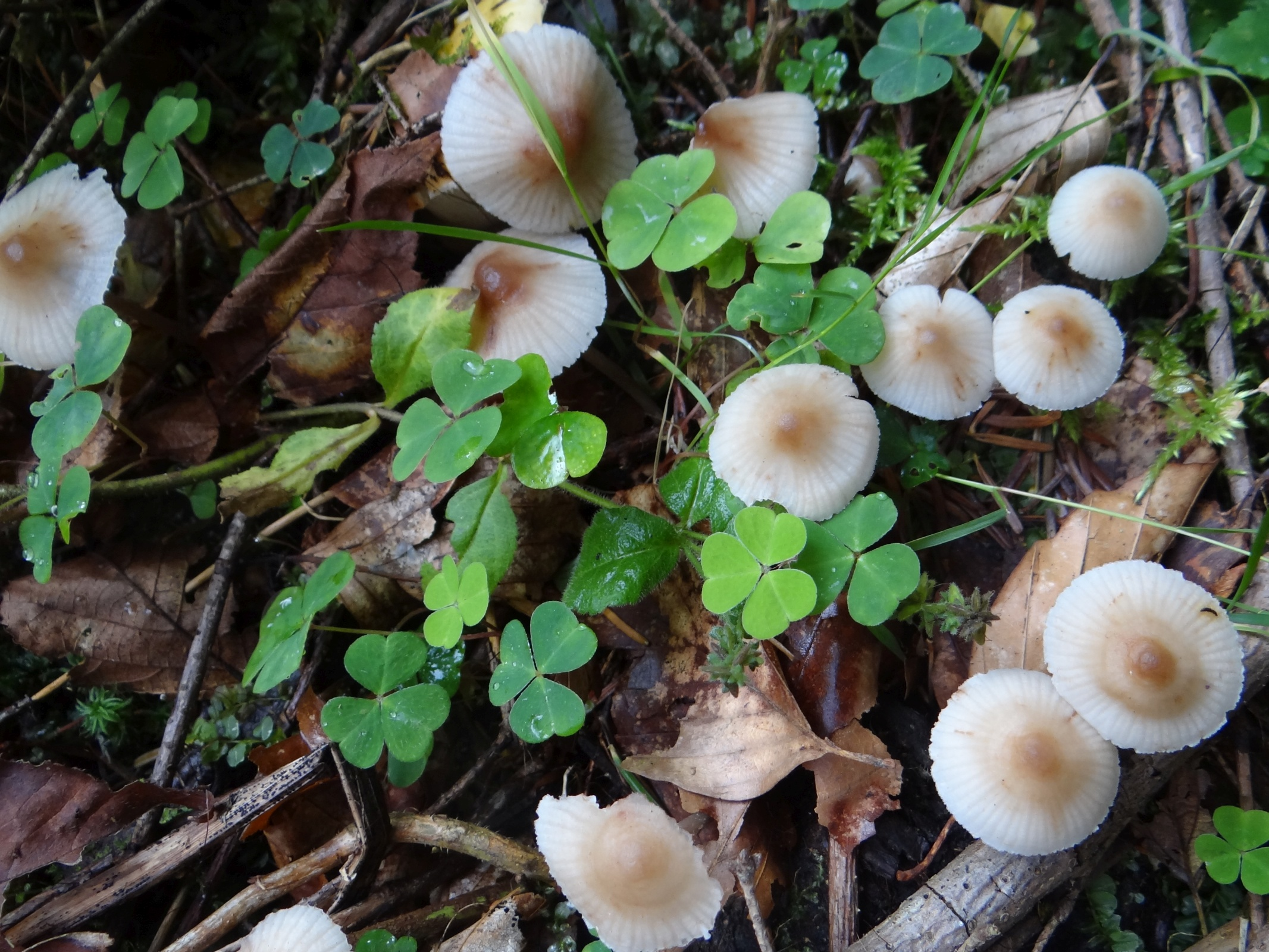
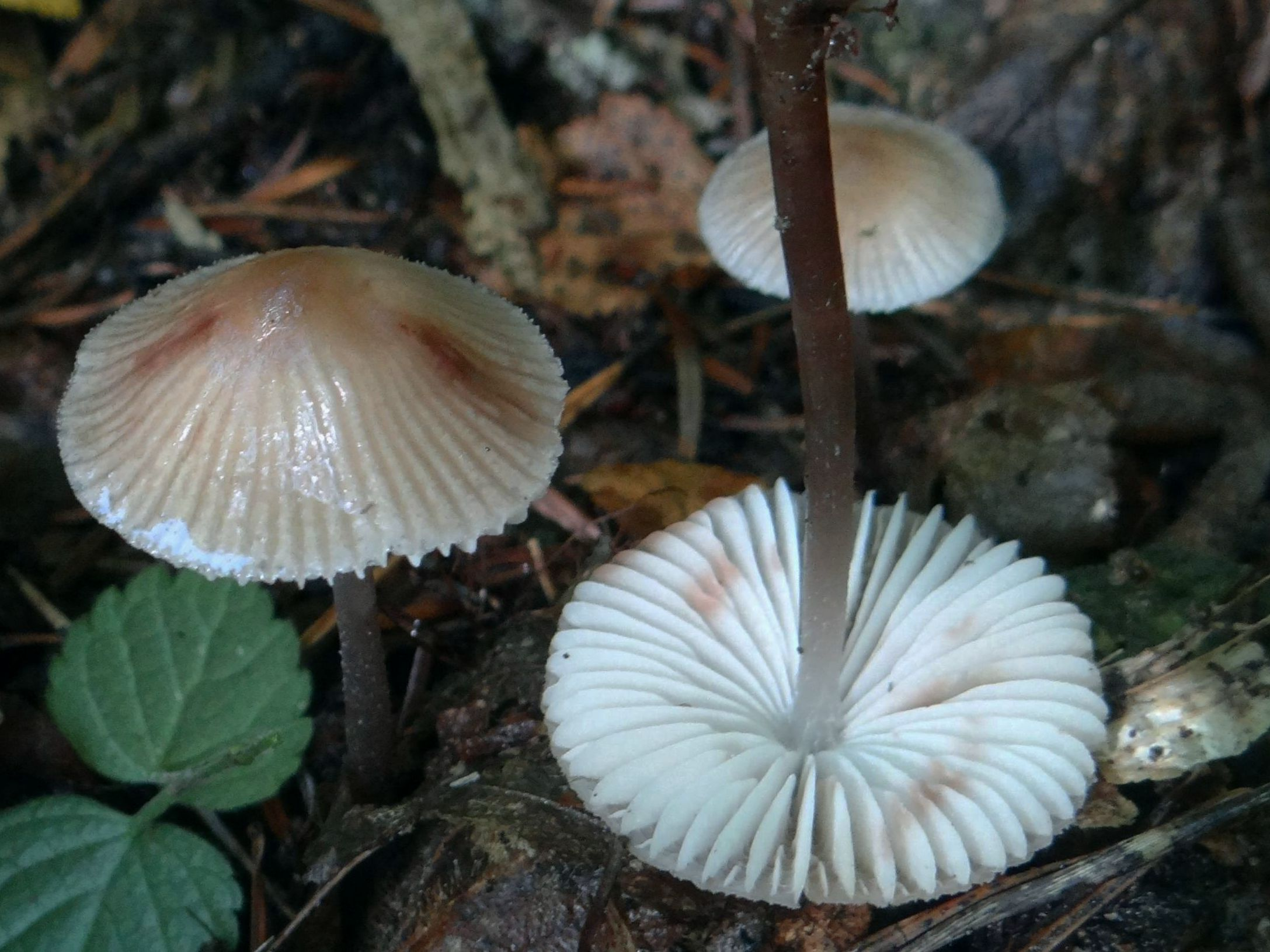
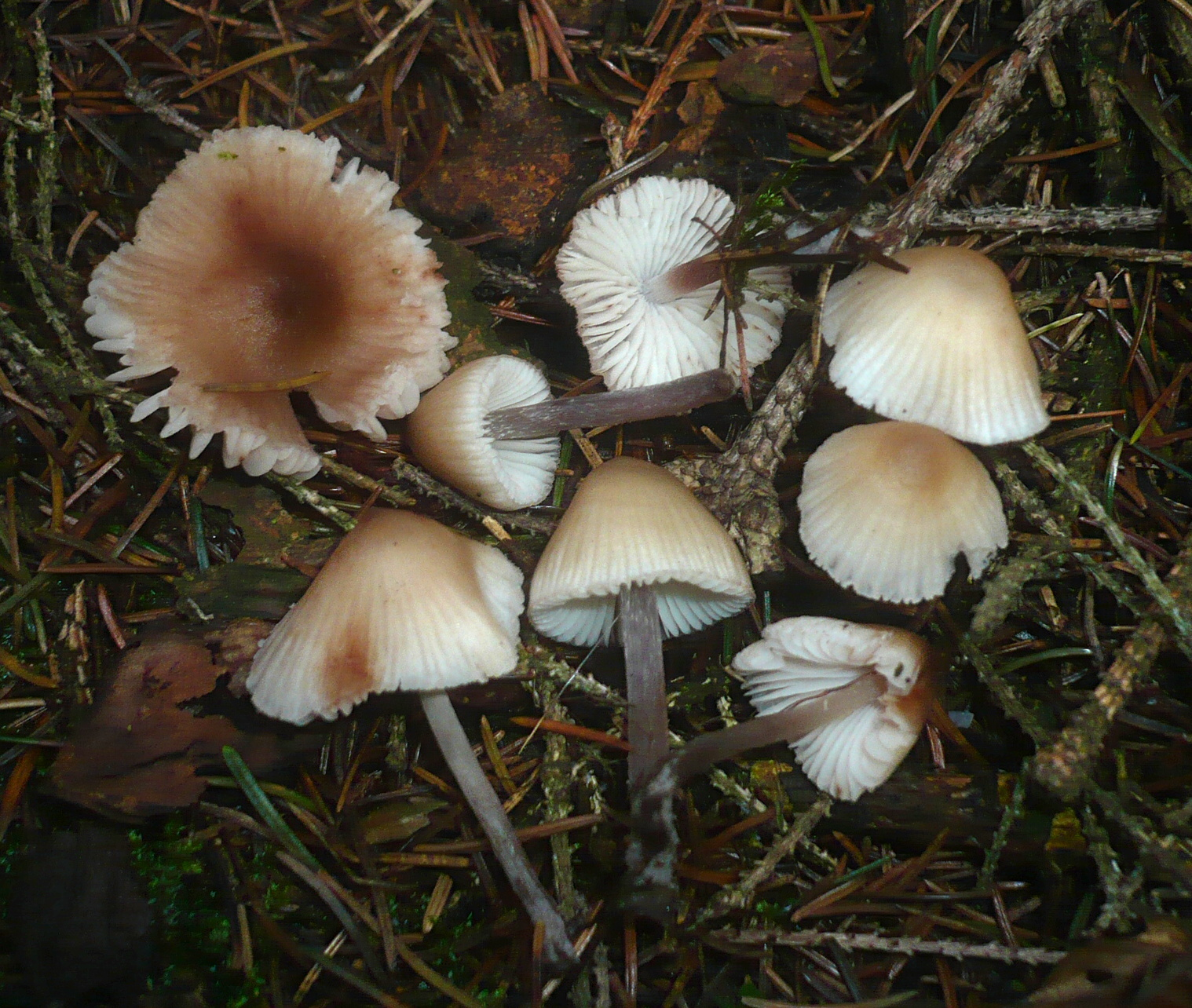
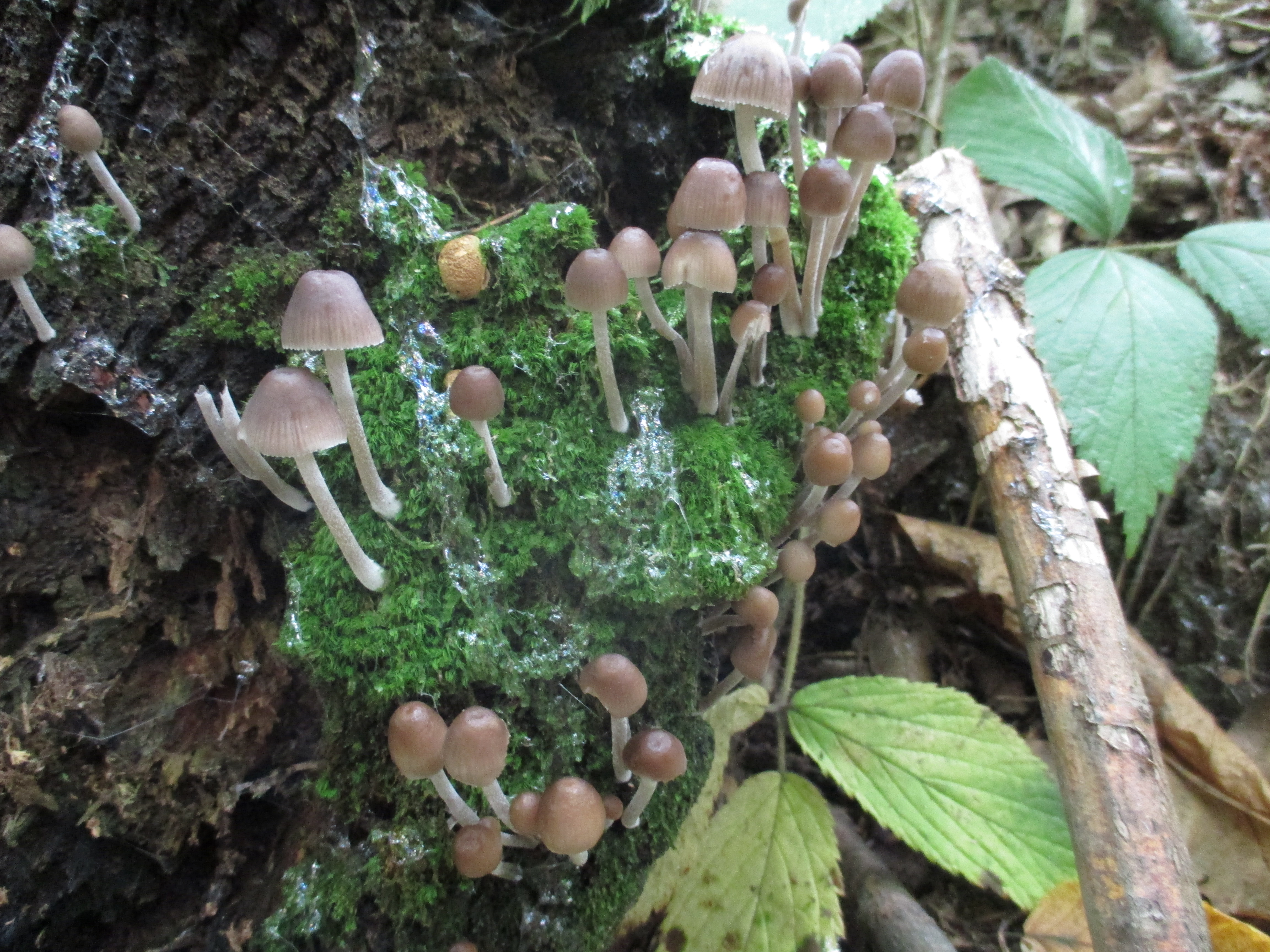
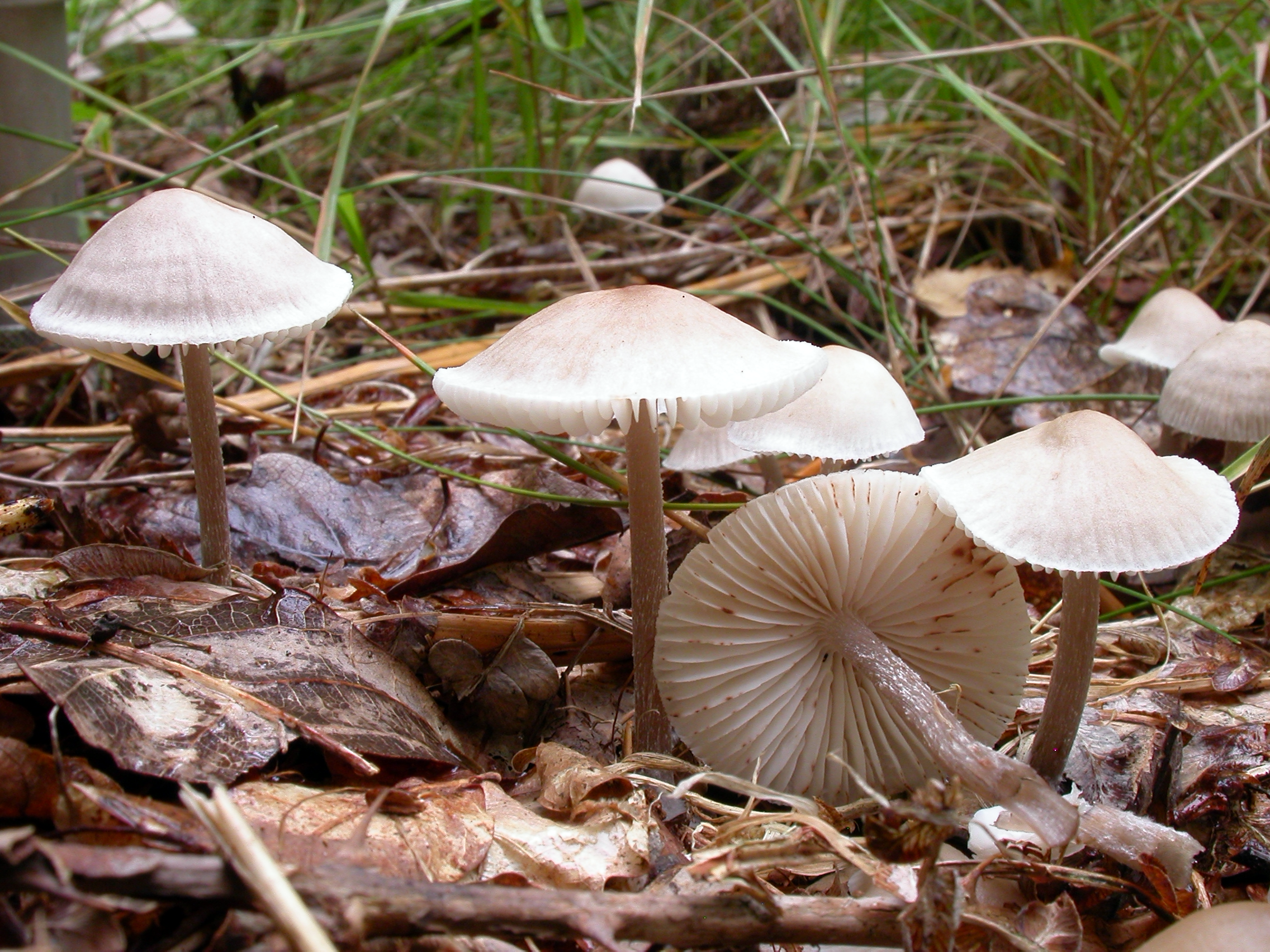

Nem ehető.   